# Eckartshausen (Maroldsweisach)
Eckartshausen ist ein Gemeindeteil des Marktes Maroldsweisach im unterfränkischen Landkreis Haßberge in Bayern.

## Geographie
Das Pfarrdorf liegt im nordöstlichen Teil des Landkreises Haßberge am Nordhang des Zeilbergs. Die Gemarkung grenzt im Norden an Käßlitz in Thüringen. Bei dem Ort entspringt die Alster, ein 19 Kilometer langer Nebenfluss der Itz. Durch Eckartshausen führt die Staatsstraße 2428, die den Ort mit der Bundesstraße 279 in Maroldsweisach und der Bundesstraße 303 in Hafenpreppach verbindet.

## Geschichte
Der Ortsname weist auf die Gründung durch fränkische Siedler hin und bezieht sich wohl auf den Grundherrn. Er bedeutet „bei den Häusern eines Eckehard“. Die erste urkundliche Erwähnung war im Urbarium von 1317, einer Auflistung von Besitzungen der Henneberger beim Erwerb der Neuen Herrschaft, als „Eckerichehusen“. Der Dorfteil, der dem Ritter Aple von Lichtenstein zum Lehen gegeben worden war, bestand aus einem Hof und sieben Gütlein. Den anderen Dorfteil mit 17 Gütlein besaßen die Herren von Stein zu Altenstein.
1322/1333 erhielten die Brüder Fritz und Herbordus von Abersfeld den halben Zehnt in „Eckertshusen“.
Als Michael von Lichtenstein, ein Bamberger Dompropst, im Jahr 1570 durch Erbschaft Lehensträger werden sollte, kam es zu einem Streit, der durch einen Schiedsspruch des Reichskammergerichts beendet wurde. In der Folge wurde der Dorfteil der protestantischen Billmuthhäuser Linie derer von Lichtenstein zum Lehen gegeben. Nach dem Dreißigjährigen Krieg lag das Dorf zum großen Teil wüst. Als die Billmuthhäuser Linie ausgestorben war, übertrug 1656 Herzog Moritz zu Sachsen-Zeitz die Eckartshauser Güter den Marschalk auf Herrengosserstedt. 1711 folgte der Verkauf an den Freiherrn Ernst von Stein, der danach die Herrschaft über das ganze Dorf innehatte.
Zwischen 1706 und 1904 gehörte das Dorf zur evangelisch-lutherischen Pfarrei im sechs Kilometer entfernten Altenstein, wohin ein Kirchweg führte. Schulden zwangen die Brüder Carl Franz und Christoph Franz von Stein ihren Besitz einschließlich der Nutzungsrechte in Eckartshausen im Jahr 1810 an Franz Konrad von Schrottenberg, einem Bamberger Geheimrat und Hofmarschall, zu verkaufen. Zuvor hatte schon im Jahr 1805 die Gemeinde etwa 72 Hektar große Wälder, das Rotholz und den Rothschlag, für 7000 Gulden erworben. In der Folgezeit waren diese wie die Gemeindebeete am Hainach wichtige Einnahmequellen. Zum Wohlstand der Gemeinde und ihrer Bewohner trugen außerdem im 18. Jahrhundert Tongruben am Zeilberghang und der Obstbau bei.
1862 wurde Eckartshausen in das neu geschaffene bayerische Bezirksamt Ebern eingegliedert. 1871 zählte das Kirchdorf 177 Einwohner und 36 Wohngebäude. Die evangelische Schule stand im Ort. Im Jahr 1900 hatte die Landgemeinde 153 Einwohner, von denen 147 evangelisch waren, und 33 Wohngebäude. Die zuständige evangelisch-lutherische Pfarrei war ab 1904 im 3,1 Kilometer entfernten Maroldsweisach und 1925 zählte der Ort 149 Personen, die alle evangelisch waren, in 30 Wohngebäuden. Das Dorf gehörte zum Sprengel der katholischen Pfarrei im 7,5 Kilometer entfernten Pfarrweisach.
Nach dem Zweiten Weltkrieg prägte bis 1989 die Lage an der innerdeutschen Grenze den Ort. 1950 bestanden in dem damaligen Kirchdorf 32 Wohngebäude mit 237 Einwohnern. Im Jahr 1970 zählte Eckartshausen 184, 1987 174 Einwohner sowie 44 Wohnhäuser mit 53 Wohnungen. Am 1. Juli 1972 wurde der Landkreis Ebern aufgelöst und Eckartshausen kam zum Haßberg-Kreis. Am 1. Mai 1978 folgte die Eingliederung der Gemeinde nach Maroldsweisach.
Eine Schulstelle gab es in Eckartshausen seit 1704, ein Schulhaus folgte einige Jahre später. 1924 wurde ein neues Schulgebäude errichtet, das 1965 durch einen modernen Neubau ersetzt und nach der Verbandsschulreform Anfang der 1970er Jahre geschlossen wurde.

## Baudenkmäler

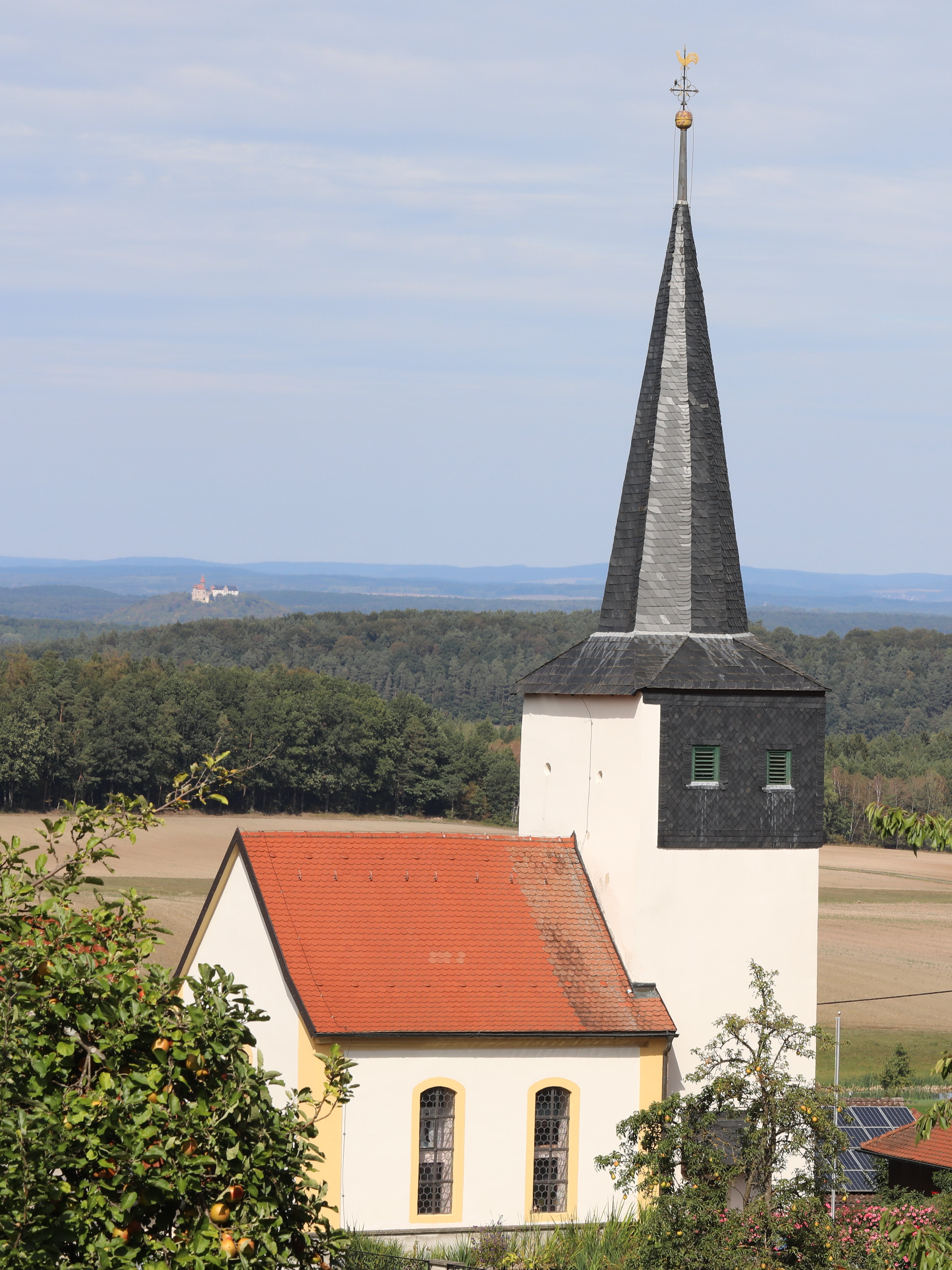
Evangelisch-lutherische Kirche

Die heutige evangelisch-lutherische Dorfkirche ließen die Herren von Stein bauen. Die Einweihung war 1764. Über die Errichtung des ersten Kirchenbaus in Eckartshausen ist nichts überliefert. Die beiden Glocken stammen aus dem 13. Jahrhundert. Die Saalkirche hat einen im Kern spätmittelalterlichen Chorturm mit einer verschieferten Fachwerkkonstruktion im zweiten Obergeschoss und einem Spitzhelm. Im Chorraum befindet sich die Orgelempore mit einer Orgel mit fünf Registern aus dem Jahr 1906. Das zehn mal fünf Meter große, zweiachsige Langhaus besitzt ein ziegelgedecktes Satteldach.
In der Bayerischen Denkmalliste sind insgesamt zwei Baudenkmäler aufgeführt.